# Castiglione di Garfagnana
Castiglione di Garfagnana é uma comuna italiana da região da Toscana, província de Lucca, com cerca de 1.877 habitantes. Estende-se por uma área de 48 km², tendo uma densidade populacional de 39 hab/km². Faz fronteira com Frassinoro (MO), Pieve Fosciana, Pievepelago (MO), Villa Collemandina, Villa Minozzo (RE).
Pertence à rede das Aldeias mais bonitas de Itália.

## Demografia
| Variação demográfica do município entre 1861 e 2011                               |
|                                                                                   |
| Fonte: Istituto Nazionale di Statistica (ISTAT) - Elaboração gráfica da Wikipedia |